# 14세기
14세기는 1301년부터 1400년까지이다.

## 주요 사건
- 1309년 ~ 1377년 - 아비뇽 유수
- 1337년 - 백년전쟁이 시작되다.
- 1381년 - 잉글랜드에서 와트 타일러의 난이 일어나다.
- 1392년 - 이성계가 위화도 회군으로 고려왕조를 무너뜨린 뒤 권력을 잡고 왕으로 등극하다.
- 1393년 - 이성계가 국호를 고려에서 조선으로 변경하다.
- 1394년 - 이성계가 개성에서 한양으로 천도하다.
- 1397년 - 아시카가 요시미쓰, 로쿠온지킨카쿠 을 건립
- 1399년 - 헨리 4세의 왕위찬탈.
- 유럽에서 흑사병이 유행하다.

## 주요 인물
- 고려 공민왕, 한국 고려왕조의 제 31대왕(1330년 - 1374년, 재위 1351년 - 1374년)
- 에드워드 3세, 잉글랜드왕(1312년 - 1377년, 재위 1327년 - 1377년)
- 조반니 보카치오, 소설가(1313년 - 1375년)
- 주원장(태조 홍무제), 중국 명왕조의 시조(1328년 - 1398년, 재위 1368년 - 1398년)
- 이성계, 한국 조선왕조의 태조(1335년 - 1408년, 재위 1392년 - 1398년)
- 제프리 초서-·Chaucer, 시인(1343년 - 1400년)
- 이븐 바투타, 여행가(1304년 - 1368년)
- 아시카가 다카우지, 일본 무로마치 막부 시작(1305년 - 1358년)
- 정화, 영락제의 명을 받아 해외 원정(1371년 - 1434년)
- 에드워드 흑태자, 잉글랜드의 왕자(1330년 - 1376년)

## 년대와 년도
| 1290년대 | 1290 | 1291 | 1292 | 1293 | 1294 | 1295 | 1296 | 1297 | 1298 | 1299 |
| 1300년대 | 1300 | 1301 | 1302 | 1303 | 1304 | 1305 | 1306 | 1307 | 1308 | 1309 |
| 1310년대 | 1310 | 1311 | 1312 | 1313 | 1314 | 1315 | 1316 | 1317 | 1318 | 1319 |
| 1320년대 | 1320 | 1321 | 1322 | 1323 | 1324 | 1325 | 1326 | 1327 | 1328 | 1329 |
| 1330년대 | 1330 | 1331 | 1332 | 1333 | 1334 | 1335 | 1336 | 1337 | 1338 | 1339 |
| 1340년대 | 1340 | 1341 | 1342 | 1343 | 1344 | 1345 | 1346 | 1347 | 1348 | 1349 |
| 1350년대 | 1350 | 1351 | 1352 | 1353 | 1354 | 1355 | 1356 | 1357 | 1358 | 1359 |
| 1360년대 | 1360 | 1361 | 1362 | 1363 | 1364 | 1365 | 1366 | 1367 | 1368 | 1369 |
| 1370년대 | 1370 | 1371 | 1372 | 1373 | 1374 | 1375 | 1376 | 1377 | 1378 | 1379 |
| 1380년대 | 1380 | 1381 | 1382 | 1383 | 1384 | 1385 | 1386 | 1387 | 1388 | 1389 |
| 1390년대 | 1390 | 1391 | 1392 | 1393 | 1394 | 1395 | 1396 | 1397 | 1398 | 1399 |
| 1400년대 | 1400 | 1401 | 1402 | 1403 | 1404 | 1405 | 1406 | 1407 | 1408 | 1409 |